# Liriomyza europaea
Liriomyza europaea este o specie de muște din genul Liriomyza, familia Agromyzidae, descrisă de Zlobin în anul 2002. Conform Catalogue of Life specia Liriomyza europaea nu are subspecii cunoscute.